# 1,2-Cyclohexandicarbonsäurediisononylester
1,2-Cyclohexandicarbonsäurediisononylester, abgekürzt DINCH (nach der englischen Bezeichnung Diisononyl 1,2-cyclohexanedicarboxylic acid), gehört chemisch zur Gruppe der aliphatischen Ester.
Das bei der Herstellung entstehende Gemisch verschiedener Isomere wird als Weichmacher zur Herstellung von Kunststoffartikeln für sensible Anwendungsbereiche wie Kinderspielzeug, Medizinprodukte oder zur Herstellung von Kunststoffen zum Verpacken von Lebensmitteln eingesetzt.
Der bekannteste Handelsname des Weichmachers ist Hexamoll DINCH. Er wurde von der BASF als Alternative für den gesundheitlich bedenklichen Weichmacher DEHP (Diethylhexylphthalat) entwickelt, dessen Produktion der Konzern in Europa Ende des Jahres 2005 eingestellt hat.

## Herstellung
Die kommerzielle Synthese von 1,2-Cyclohexandicarbonsäurediisononylester erfolgt durch katalytische Hydrierung aus Diisononylphthalat. Bei der katalytischen Hydrierung wird der aromatische Teil des Moleküls durch formale Addition von 6 Wasserstoffatomen in einen Cyclohexanring umgewandelt. Die Alkyl- und Estergruppen werden dabei nicht beeinflusst.

## Zusammensetzung
Bei der Herstellung von 1,2-Cyclohexandicarbonsäurediisononylester entsteht ein komplexes Produktgemisch verschiedener isomerer Verbindungen. In der 1,2-Cyclohexandicarbonsäure-Teilstruktur können die beiden Carbonsäuregruppen cis- oder trans-ständig am Cyclohexanring verknüpft sein.
Die Alkoholreste R1 und R2 sind nicht notwendigerweise identisch. Die Zusammensetzung der C9H19-Isomere liegt bei etwa 10 % n-Nonyl-, 35–40 % Methyloctyl-, 40–45 % Dimethylheptyl- und 5–10 % Methylethylhexylalkohol.

Die unsymmetrisch verzweigten Alkohole weisen zusätzlich auch noch Stereozentren auf, es existieren also Stereoisomere.
Als Verunreinigungen können zudem Spuren von 1,2-Benzoldicarbonsäuredinonylester (linear oder verzweigt), Dinonylether, Nonanol (linear oder verzweigt), Cyclohexancarbonsäurenonylester (linear oder verzweigt) und 2-Methylcyclohexancarbonsäurenonylester (linear oder verzweigt) enthalten sein.

## Verwendung
1,2-Cyclohexandicarbonsäurediisononylester ist geeignet als Weichmacher in Kinderspielzeug aus PVC und zur Herstellung von Produkten in der Medizintechnik. Es ist im Rahmen der globalen Migration von 60 mg pro Kilogramm Lebensmittel reguliert und somit für eine Vielzahl von Produkten mit Lebensmittelkontakt wie Verpackungsfolien, Schläuche oder Dichtungen geeignet.

## Humanexposition
In Urinproben von 1999 und 2003 wurden keine Metaboliten von 1,2-Cyclohexandicarbonsäurediisononylester gefunden. Von 2006 bis 2012 stieg der Anteil mit positivem Befund von 7 % auf 98 % an. Die Bestimmung erfolgte nach angemessener Probenvorbereitung durch Kopplung der HPLC mit der Massenspektrometrie.

## Rechtsstatus
Seit Anfang Oktober 2006 liegt der positive Bescheid der Europäischen Behörde für Lebensmittelsicherheit (EFSA) vor. 2007 wurde 1,2-Cyclohexandicarbonsäurediisononylester in den Anhang III der „Richtlinie 2002/72/EG über Materialien und Gegenstände aus Kunststoff, die dazu bestimmt sind, mit Lebensmitteln in Berührung zu kommen“, aufgenommen. Diese Richtlinie wurde zum 1. Mai 2011 durch die europäische Verordnung 10/2011 ersetzt. 1,2-Cyclohexandicarbonsäurediisononylester ist dort in Anhang I aufgeführt.